# Czerwony świt (film 2012)
Czerwony świt (ang. Red Dawn) – amerykański film akcji  z 2012 roku. Remake filmu o tym samym tytule z 1984 roku.

## Obsada
- Chris Hemsworth - Jed Eckert
- Josh Peck - Matt Eckert
- Adrianne Palicki - Toni Walsh
- Isabel Lucas - Erica Martin
- Josh Hutcherson - Robert Kitner
- Connor Cruise - Daryl Jenkins
- Alyssa Diaz - Julie Goodyear
- Edwin Hodge - Danny Jackson
- Jeffrey Dean Morgan - Andrew Tanner
- Kenneth Choi - Smith
- Brett Cullen - Tom Eckert
- Julian Alcaraz - Greg Goodyear
- Michael Beach - Mayor Jenkins
- Will Yun Lee - cpt. Cho
- Matt Gerald - Hodges

## Odbiór

### Box office
Budżet filmu jest szacowany na 65 milionów dolarów. W Stanach Zjednoczonych i w Kanadzie film zarobił prawie 45 mln USD. W innych krajach przychody wyniosły ponad 3 mln, a łączny przychód z biletów ponad 48 mln dolarów. Dodatkowo w samych Stanach i Kanadzie film zarobił blisko 22 mln ze sprzedaży na płytach DVD i Blu-ray.

### Krytyka w mediach
Film spotkał się z negatywną reakcją krytyków. W serwisie Rotten Tomatoes 14% ze 140 recenzji jest pozytywne, a średnia ocen wyniosła 3,88/10. Na portalu Metacritic średnia ocen z 33 recenzji wyniosła 31 punktów na 100.